# Médias aux Tuvalu
Les médias aux Tuvalu sont très peu développés, l'archipel étant l'un des plus petits pays au monde. Bien que « la liberté de la presse [soit] respectée », il n'y existe aucun média privé car « le marché est très petit » (environ 11 500 habitants).

## Presse écrite
À travers la Broadcasting Corporation of Tuvalu, entreprise publique de radiodiffusion qui opère depuis les bureaux du Premier ministre à Vaiaku, le gouvernement publie le quinzomadaire Tuvalu Echoes, en tuvaluan et en anglais. Le gouvernement publie également la fiche d'informations Sikuleo o Tuvalu, en tuvaluan.

## Médias audiovisuels
La Broadcasting Corporation of Tuvalu (TVBC) est créée par une loi de 2014 comme institution publique, indépendante du gouvernement et ayant légalement l'obligation d'être neutre et impartiale. Elle opère Radio Tuvalu, service public diffusant deux chaînes de radio : une en radio AM qui atteint l'intégralité du pays, et l'autre en radio FM qui couvre uniquement l'atoll de Funafuti, la capitale où vit plus de la moitié de la population du pays. Ses programmes sont diffusés en tuvaluan et en anglais, et elle diffuse notamment les programmes de la BBC World Service,.
En 2022 le président du comité de direction de la TVBC, Kitiona Tausi, qui est par ailleurs le secrétaire général de l'Église des Tuvalu (en), est élu député de l'atoll de Nanumaga au Fale i Fono, le parlement national, à l'occasion d'une élection partielle.
Il n'y a pas de médias télévisés aux Tuvalu, mais beaucoup de Tuvaluans « utilisent des antennes paraboliques pour avoir accès à des programmes étrangers »,,.

## Internet
Quelque 72 % des Tuvaluans ont accès à Internet en 2023, même si l'accès à Internet est cher, et demeure peu fiable au delà de Funafuti. 50 % des Tuvaluans avaient une présence sur les réseaux sociaux en 2023.
La présence des médias tuvaluans sur Internet est épisodique et quasi-inexistante. Le gouvernement a une page Facebook appelée « Tuvalu Government Media » dont le but est de publier en ligne des actualités, mais elle n'est que très rarement utilisée. Une autre page du gouvernement, Fenui News, n'est plus utilisée depuis octobre 2021. Le site web du gouvernement, tuvalugovernment.tv, ne fonctionne plus en 2024. Radio Tuvalu n'a aucune présence sur Internet, et la presse écrite n'a pas de sites web.
En 2022, toutefois, le gouvernement lance le site web tuvalu.tv, qui se veut « un espace virtuel où les Tuvaluans peuvent être en contact les uns avec les autres, explorer leur ascendance et leur culture, et accéder à de nouvelles opportunités en termes de commerce ». Il se veut également « une réplique permanente » du pays sur Internet, pour faciliter le maintien de sa souveraineté alors que le territoire physique du pays est menacé par la montée des eaux et le réchauffement climatique.
Le pays possède par ailleurs le nom de domaine « .tv ». Commercialisé par la société américaine Verisign en partenariat avec le gouvernement tuvaluan, il rapporte au début des années 2020 près de 10 % du produit intérieur brut de l'économie des Tuvalu. Depuis 2022, c'est l'entreprise américaine GoDaddy qui gère le nom de domaine à la suite d'un accord lucratif pour les Tuvalu.